# Блокадный «светлячок»
Блока́дный «светлячо́к» — светящиеся в темноте (благодаря солям радия радиолюминесценцирующие) небольшие значки, которые прикреплялись к одежде и помогали жителям блокадного Ленинграда передвигаться по городу, погрузившемуся в полную темноту в период Великой Отечественной войны. В то же время они не были заметны с воздуха и не привлекали внимание вражеской авиации.

## История
Осень 1941 года на улицах блокадного Ленинграда люди, ходившие по улицам в тёмное время суток, имели на одежде значки, светящиеся в темноте. Ленинградцы назвали их «светлячками».
Значки помогали ориентироваться в пространстве тёмных улиц и площадей, но значки были прикладным материалом серьёзной темы — светомаскировки на Ленинградском фронте. Над идеей и изготовлением светящегося состава, который был бы виден в темноте, но не заметен с воздуха или вражеского окопа, думали учёные Радиевого института имени В. Г. Хлопина.
Подобные составы нужны были для многочисленных приборов военного назначения — для артиллеристов-полевиков, зенитчиков, моряков-балтийцев. Осветительные приборы в виде фонарей и ламп были под запретом, так как могли привлечь внимание врагов. На военном оборудовании показания приборов на батареях или кораблях помогали видеть светящиеся составы, которыми покрывали стрелки или шкалу прибора.
Для нужд Ленинградского фронта производство светящихся составов длительного действия было организовано в Радиевом институте известным физиком профессором А. Б. Вериго. Профессор и его сотрудники провели множество экспериментов, прежде чем были найдены нужные ингредиенты и способ изготовления светящегося в темноте состава.
Когда решение было найдено, оказалось, что нет достаточного количества солей радия для производства состава. Учёные вновь нашли выход: вместе с сотрудниками и студентами института они обметали поверхности стен, потолков и подметали полы в тех помещениях, где в довоенное время радий применялся для научных исследований. Отходов было собрано достаточно для того, чтобы запустить производство и обеспечить светящимся составом не только военных на фронте, но и применять при изготовлении значков. Производство было запущено уже в ноябре 1941 года.
Состав наносился на поверхность значков. В блокированном городе приборы в ночное время тоже, как правило, не освещались электричеством, оно было отключено. Для окон обязательной была затемнявшая их светомаскировка. Запрещалось использовать керосиновые лампы, включать фонари, даже карманные, так как они могли привлечь внимание врага и навести его на цель, вызвать бомбёжку или обстрел. Значки носили и патрули города, и ленинградцы. «Светлячок» достаточно было подержать возле источника света, которым могла быть лампа, керосинка или даже горящая спичка, чтобы нанесённый на него состав аккумулировал свет, а затем и в дождь, и в холод излучал его в течение пяти-шести часов.